# خارپایه
خارپایه (نام علمی: Acanthodes) نام یک سرده از رده خارپایگان است.
خارپایه ماهی کوچک و نحیفی بود، اما با جفت‌تیغ‌های لبه‌های پیشینِ باله‌های صدری و پهلویی و همچنین برآمدگی‌های روی باله‌های ظهری و مقعدیش در برابر شکارگران به‌خوبی از خودش محافظت می‌کرد. تک‌باله‌ی ظهری این ماهی که در قسمت انتهایی پشت، نزدیک قاعده‌ی دم کوسه‌مانندش، قرار گرفته بود و فلس‌های متراکم و تقریباً مثلث‌شکلش از دیگر ویژگی‌های متمایزکننده‌ی خارپایه بودند.
خارپایگان را «کوسه‌های تیغ‌دار» هم می‌نامند، گرچه واقعاً کوسه نیستند. خارپایه در مقایسه با بسیاری از خویشاوندانش تیغ‌های کم‌تری داشت، اما همین تیغ‌ها هم برای محافظت از او کافی بودند. با این حال، خارپایه دندان نداشت. این ماهی پالوده‌خوار در آب‌های شیرین می‌زیست و شناگری سریع بود.